# Team penning
Le Team penning est une épreuve d’équitation western, qui a évolué à partir du travail de ranch consistant à séparer un bovin du reste de son troupeau.
L'histoire de ce sport remonterait à 1942, lorsque les frères Ray et Joe Yanez, ainsi que le cow-boy canadien Bill Schwindt, triaient les bœufs d'un troupeau dans un ranch du comté de Ventura, en Californie. Au cours d'une pause déjeuner, le trio aurait eu l'idée d'organiser les tâches routinières des cow-boys en un sport de compétition, dans lequel les cow-boys pourraient montrer leur savoir-faire équestre. La première compétition organisée aurait eu lieu à la foire du comté de Ventura en août 1949.
Un cheval de cutting peut faire une bonne monture de team penning, car il dispose du sens du bétail.